# Yoo Doo Right
"Yoo Doo Right" — трек с дебютного альбома 1969 года группы Can, Monster Movie. В альбом вошёл 20-минутный фрагмент записи музыкальной импровизации, длившейся около шести часов. Песня сочетает трайбл-звучание инструментов с мантроподобным чтением вокалиста Малкольма Муни из его письменной переписке с бывшей девушкой.

## Живое исполнение и кавер-версии
Can продолжали играть песню и после отъезда Муни — одно из таких исполнений вошло в альбом Can Live. Кавер-версии песни были исполнены Geraldine Fibbers, Thin White Rope, Masaki Batoh и другими.
В 2001, вскоре после смерти постоянного участника Can Михаэля Кароли, группа музыкантов, совместно с австрийским композитором Карлхайнцем Эсслем, исполняла песню в нескольких часовых концертных выступлениях, посвященных памяти гитариста.

## Наследие
В первой песне на альбоме Primal Scream Screamadelica есть строчка «I was blind, now I can see, you made a believer outta me», которая звучит и в «Yoo Doo Right».